# Kazimierz Świderski
Kazimierz Świderski (ur. 3 marca 1893 w Putiatyńcach, zm. wiosną 1940 w Katyniu) – podpułkownik artylerii Wojska Polskiego, ofiara zbrodni katyńskiej.

## Życiorys
Syn Jana i Malwiny z Billików. Wstąpił do związku strzeleckiego Strzelec. Walczył w szeregach I Brygady Legionów Polskich. Należał do Polskiej Organizacji Wojskowej. W 1920 służył w 12 pułku artylerii polowej. 
3 maja 1922 roku został zweryfikowany w stopniu kapitana ze starszeństwem z dniem 1 czerwca 1919 roku i 319. lokatą w korpusie oficerów artylerii, a jego oddziałem macierzystym był nadal 12 pułk artylerii polowej. W 1924 roku został przeniesiony do 6 pułku artylerii ciężkiej we Lwowie. W lipcu 1926 roku został przesunięty na stanowisko dowódcy 1 baterii samodzielnego dywizjonu artylerii przeciwlotniczej nr 6.
Później został dowódcą baterii szkolnej Szkoły Podchorążych Artylerii w Rembertowie. 17 stycznia 1933 roku został mianowany podpułkownikiem ze starszeństwem z dniem 1 stycznia 1933 roku i 12. lokatą w korpusie oficerów artylerii. W czerwcu 1933 roku został przeniesiony z Departamentu Artylerii Ministerstwa Spraw Wojskowych w Warszawie do 26 pułku artylerii lekkiej w Skierniewicach na stanowisko zastępcy dowódcy pułku. Od listopada 1935 roku do września 1939 roku pełnił służbę w Centrum Wyszkolenia Artylerii w Toruniu na stanowisku komendanta Szkoły Podoficerów Zawodowych Artylerii. W czasie kampanii wrześniowej był dowódcą Ośrodka Zapasowego Artylerii Lekkiej nr 4.
Kazimierz Świderski był żonaty. Miał syna Andrzeja.

## Ordery i odznaczenia
- Krzyż Niepodległości (6 czerwca 1931)[8]
- Krzyż Oficerski Orderu Odrodzenia Polski
- Krzyż Walecznych
- Złoty Krzyż Zasługi (10 listopada 1928)[9]
- Krzyż Kampanii Wrześniowej (pośmiertnie, 1 stycznia 1986)